# Coalbed Mountain
Coalbed Mountain är ett berg i Antarktis. Det ligger i Östantarktis. Nya Zeeland gör anspråk på området. Toppen på Coalbed Mountain är 2 007 meter över havet.
Terrängen runt Coalbed Mountain är varierad. Trakten är obefolkad. Det finns inga samhällen i närheten. 